# Communes du canton d'Uri

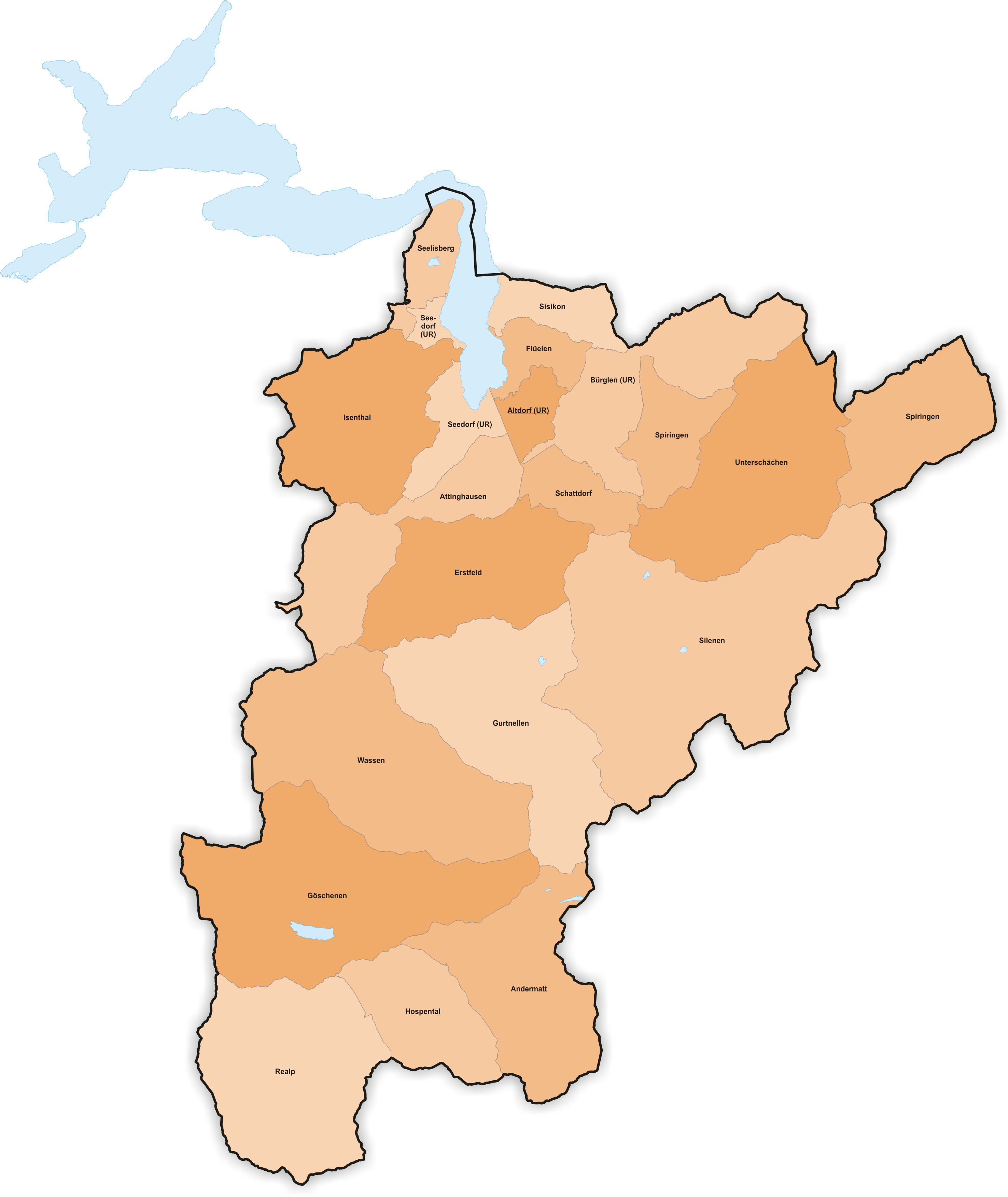
Carte du canton d'Uri présentant sa division en communes en 2021.

Cet article présente une liste des communes du canton d'Uri.

## Liste
En 2021, le canton d'Uri compte 19 communes ; contrairement à d'autres cantons, ces communes ne font partie d'aucun district. Le canton s'étend également sur une partie du lac des Quatre-Cantons, sans que cette zone ne fasse partie d'aucune commune ; La superficie cantonale incluant cette part de lac, celle-ci est comprise dans la liste ci-dessous.
| Nom                              | N° OFS | Population (décembre 2022) | Superficie (km2) | Densité (hab./km2) |
| -------------------------------- | ------ | -------------------------- | ---------------- | ------------------ |
| Altdorf                          | 1201   | +009 880,                  | +0010,21         | 968                |
| Andermatt                        | 1202   | +001 538,                  | +0062,2          | 25                 |
| Attinghausen                     | 1203   | +001 765,                  | +0046,89         | 38                 |
| Bürglen                          | 1205   | +003 877,                  | +0053,01         | 73                 |
| Erstfeld                         | 1206   | +003 866,                  | +0059,12         | 65                 |
| Flüelen                          | 1207   | +002 020,                  | +0012,42         | 163                |
| Göschenen                        | 1208   | +000445,                   | +0104,16         | 4                  |
| Gurtnellen                       | 1209   | +000496,                   | +0083,35         | 6                  |
| Hospental                        | 1210   | +000179,                   | +0035,           | 5                  |
| Isenthal                         | 1211   | +000467,                   | +0060,99         | 8                  |
| Realp                            | 1212   | +000153,                   | +0078,04         | 2                  |
| Schattdorf                       | 1213   | +005 453,                  | +0016,31         | 334                |
| Seedorf                          | 1214   | +002 051,                  | +0019,28         | 106                |
| Seelisberg                       | 1215   | +000715,                   | +0013,34         | 54                 |
| Silenen                          | 1216   | +002 041,                  | +0144,77         | 14                 |
| Sisikon                          | 1217   | +000382,                   | +0016,33         | 23                 |
| Spiringen                        | 1218   | +000858,                   | +0064,73         | 13                 |
| Unterschächen                    | 1219   | +000715,                   | +0080,33         | 9                  |
| Wassen                           | 1220   | +000416,                   | +0096,89         | 4                  |
| Partie du lac des Quatre-Cantons | 9181   | +00 0000,                  | +0019,23         | 0                  |
| Total                            | Total  | +037 317,                  | +1 076,57        | 35                 |

## Fusions de communes
Le tableau ci-dessous dresse la liste des fusions de communes dans le canton d'Uri.
| Entrée en vigueur (date) | Anciennes communes | Nouvelle commune |
| ------------------------ | ------------------ | ---------------- |
| 1er janvier 2021         | Bauen + Seedorf    | Seedorf          |